# Меморский, Александр Михайлович
Александр Михайлович Меморский (1855, Владимирская губерния — 1913) — нижегородский адвокат и общественный деятель, городской голова в 1897—1909 годах.

## Биография
Родился 18 февраля (2 марта) 1855 года в семье дьякона. Обучался во Владимирской духовной семинарии; в 1872 году был переведён из 4-го класса I отделения в 5-й класс и уволен по прошению. Затем учился и окончил Демидовский лицей в Ярославле.
С 1877 года долгие годы служил помощником, а затем присяжным поверенным в Нижегородском окружном суде. Был членом попечительских советов начальных и коммерческих училищ, состоял в комиссии по организации Всероссийской выставки 1896 года.
В молодости принимал участие в революционной деятельности. Так, в 1875 году по делу об уничтожении царского портрета в Вошкинском волостном правлении он был привлечен к дознанию. Вторично привлечен к дознанию, возникшему в начале 1877 года, по делу о преступной пропаганде в Ярославле и Костроме (дело Н. Антушева и др.); было предположено предать его суду и до решения дела он находился под подпиской о невыезде.
В 1880 году он был приглашён нижегородской городской думой для ведения городских судебных дел. Юридическими услугами Меморского пользовался даже Николай Александрович Бугров — наиболее уважаемый и влиятельный предприниматель нижегородской губернии.
Впервые на должность городского головы А. М. Меморский был предложен в 1897 году. Затем избирался на этот пост три раза подряд с 1897 по 1909 год. За годы его правления втрое увеличился городской бюджет, были построены второй водопровод и несколько учебных заведений.
В 1898 году во время эпидемии брюшного тифа в Нижнем Новгороде городской голова Меморский сумел в срочном порядке организовать временные барачные больницы до 50 кроватей каждую — одну в нагорной, а другую в заречной частях города. В 1901—1902 построил здание городской думы, при этом для украшения парадных залов использовал панели Царского павильона с выставки 1896 года. Уделял много внимания распространению грамотности среди населения, добился значительных успехов в народном образовании.
В 1898 году городская дума, по инициативе Меморского, приняла решение участвовать во Всемирной Парижской выставке 1900 года. Осенью 1900 года Нижегородской городской думой было получено официальное сообщение, что «думе вместе с уездным земством и уездным училищным советом присуждена на Парижской Всемирной выставке высшая награда за постановку народного образования в городе». В сентябре 1900 года президент парижского муниципалитета лично пригласил А. М. Меморского, посетить Париж на празднике муниципалитетов: «чтобы связать еще тесней узы, соединяющие два города — Парижа и Нижнего». Однако в связи с тем, что такое же приглашение не было направлено губернатору, он отказался от поездки во Францию.
В 1904 году Меморский выступил с предложением поддержать призыв Московской городской думы о созыве Всероссийского съезда городских голов. В 1907 году по его инициативе началась разбивка Пушкинского сада, в 1908 году — работы по благоустройству Нижне-Волжской набережной в Нижнем Новгороде.
С поста городского головы Александр Михайлович Меморский ушел по состоянию здоровья в 1909 году, в возрасте 57 лет. 
Умер 3 (16) декабря 1913 года в Гейдельберг, куда приехал для лечения. Был похоронен в Нижнем Новгороде на Казанском кладбище при Нижегородском Крестовоздвиженском монастыре.
Автор книги «Основатель Нижнего Новгорода Великий князь Георгий (Юрий) II Всеволодович» (1889).